# بوهورودتشاني
بوهورودتشاني (Богородчани) هي مدينة في مقاطعة إفانو-فرانكيفسكا في أوكرانيا.